# Panorama (zdjęcie)
Panorama (z gr.  pan- + hórama)

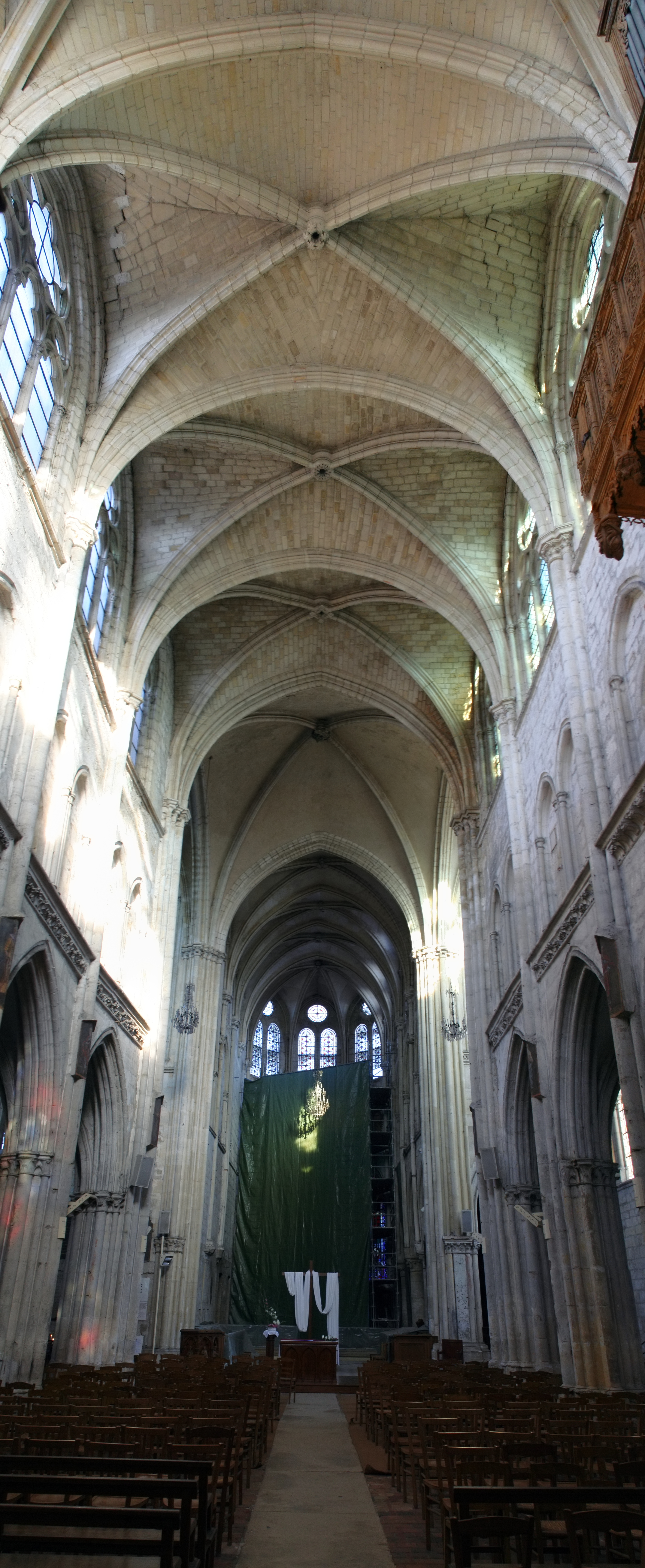
Częściowa panorama pionowa

- w fotografii: obraz terenu obejmujący znaczny wycinek horyzontu
- w filmie: powolny obrót kamery wokół własnej osi w kierunku poziomym, horyzontalnym (tzw. pan) lub pionowym, wertykalnym (tzw. tilt).

Ma na celu pokazanie rozległego krajobrazu, a w filmie przedstawić miejsce akcji.
W fotografii zdjęcie panoramy powinno oddawać złudzenie głębi przestrzennej, dlatego wymiary zdjęcia powinny mieć stosunek szerokości do wysokości większy niż 1,6:1. Tak pokazany teren najczęściej pod szerokim kątem (ponad 100 stopni) nie będzie zniekształcony, przez co zdjęcie oddaje większy realizm.
Zdjęcia panoramiczne można wykonywać obiektywem szerokokątnym, ultra szerokokątnym, typu rybie oko lub specjalnym aparatem np. Widelux, czy XPan firmy Hasselblad. Istnieje także możliwość wykonania kilku zdjęć o dłuższej ogniskowej i łączniu ich procesie postprodukcji. Nowoczesne smartfony posiadają tryb panoramy, gdzie przesuwany aparat rejestruje obraz, następnie przetwarza go, używając wbudowanego oprogramowania. 

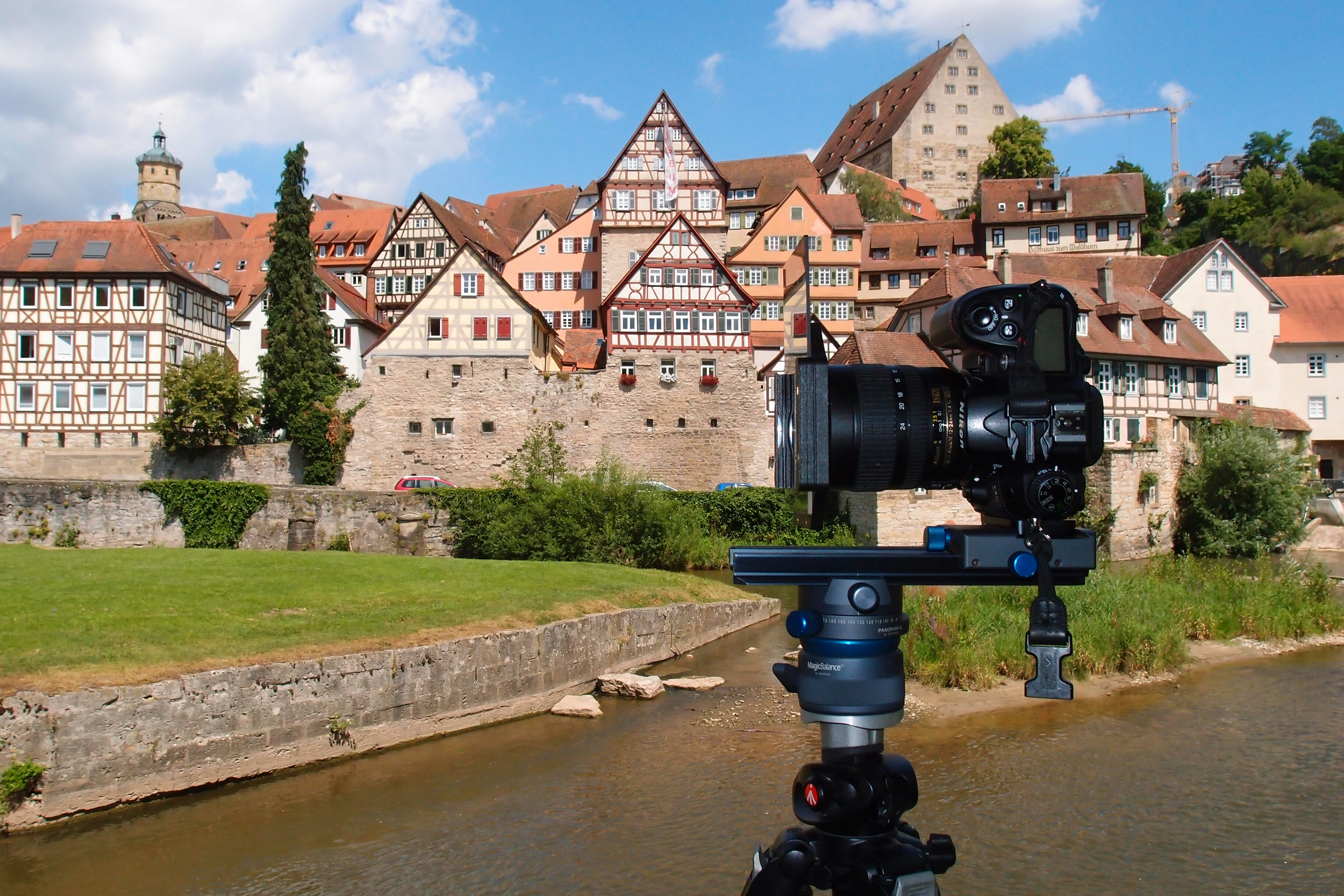
Aparat na statywie, dzięki któremu można wykonać kilka zdjęć i połączyć w postprodukcji
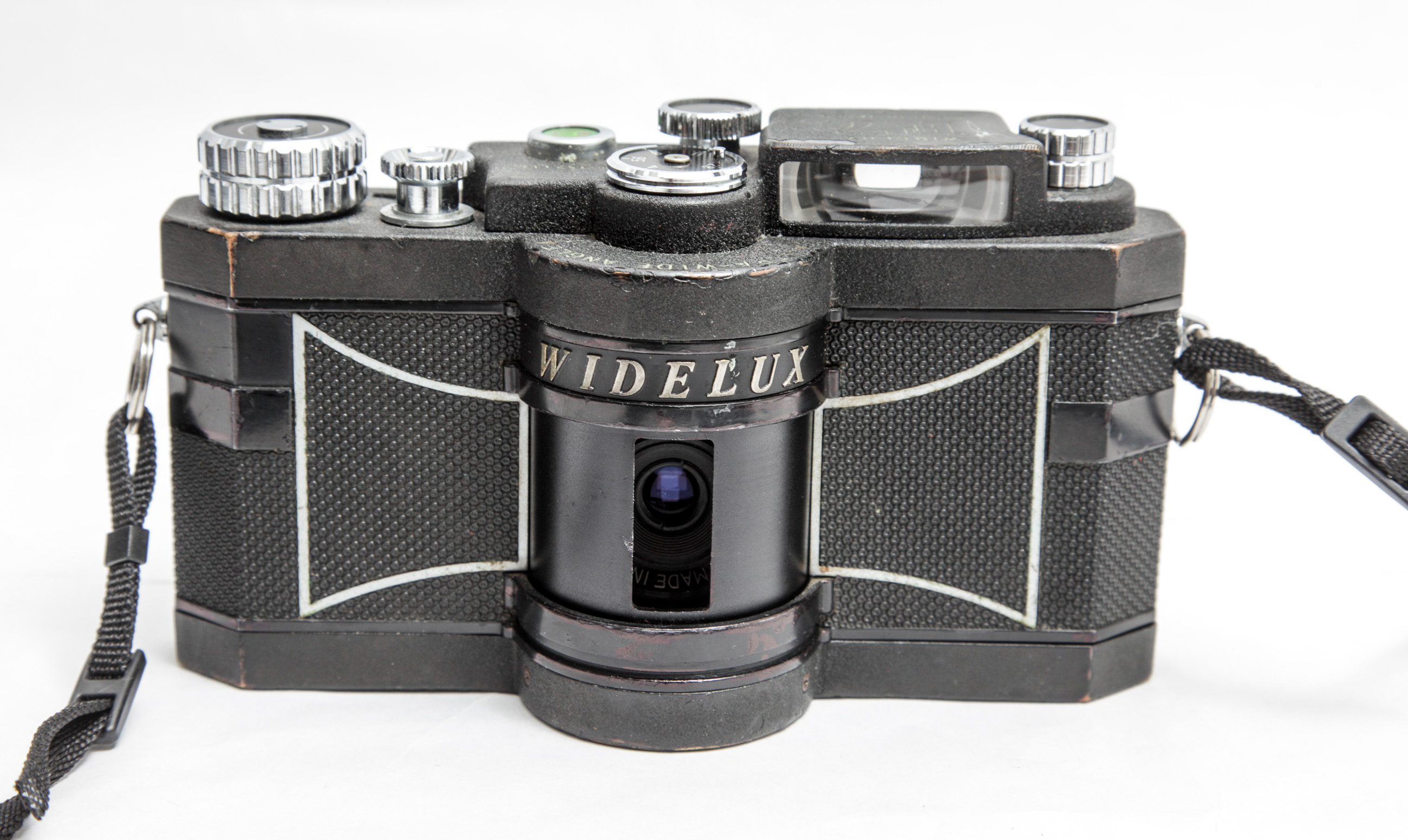
Aparat Widelux potrafi zarejestrować obraz panoramiczny na filmie

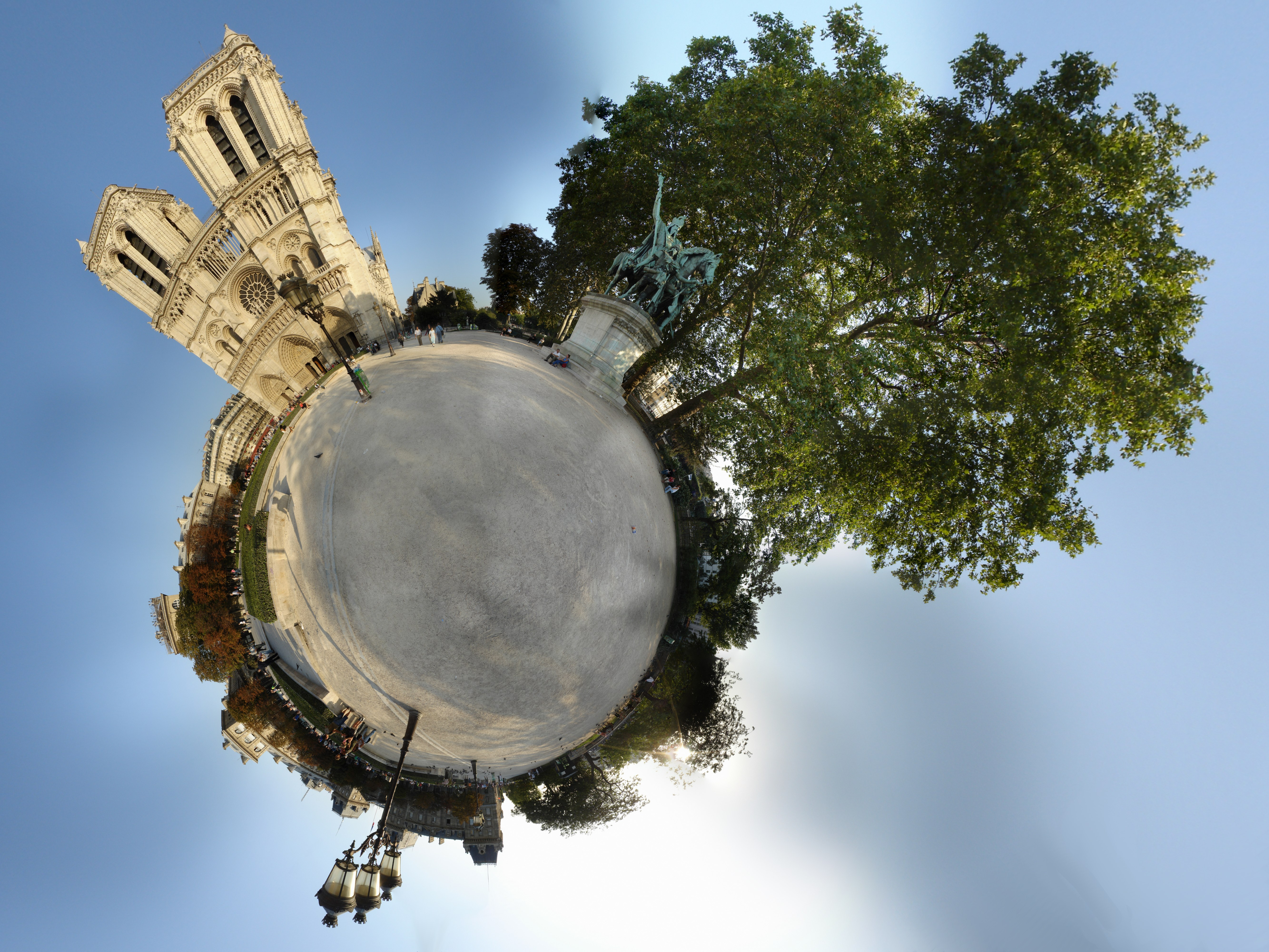
Panorama sferyczna, odwzorowanie stereograficzne (mała planeta).

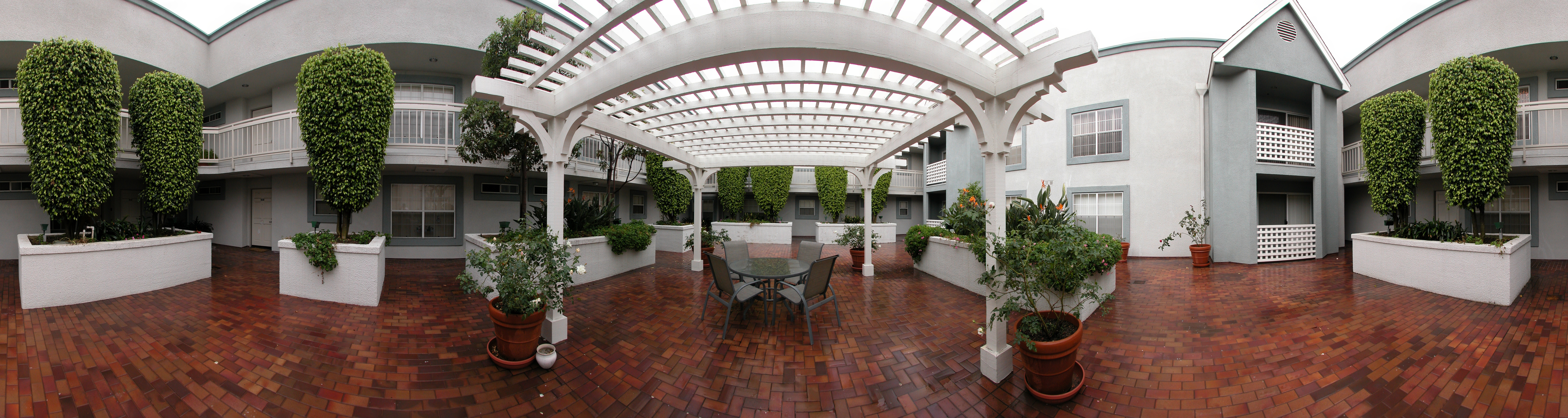
Panorama dookólna, odwzorowanie walcowe.

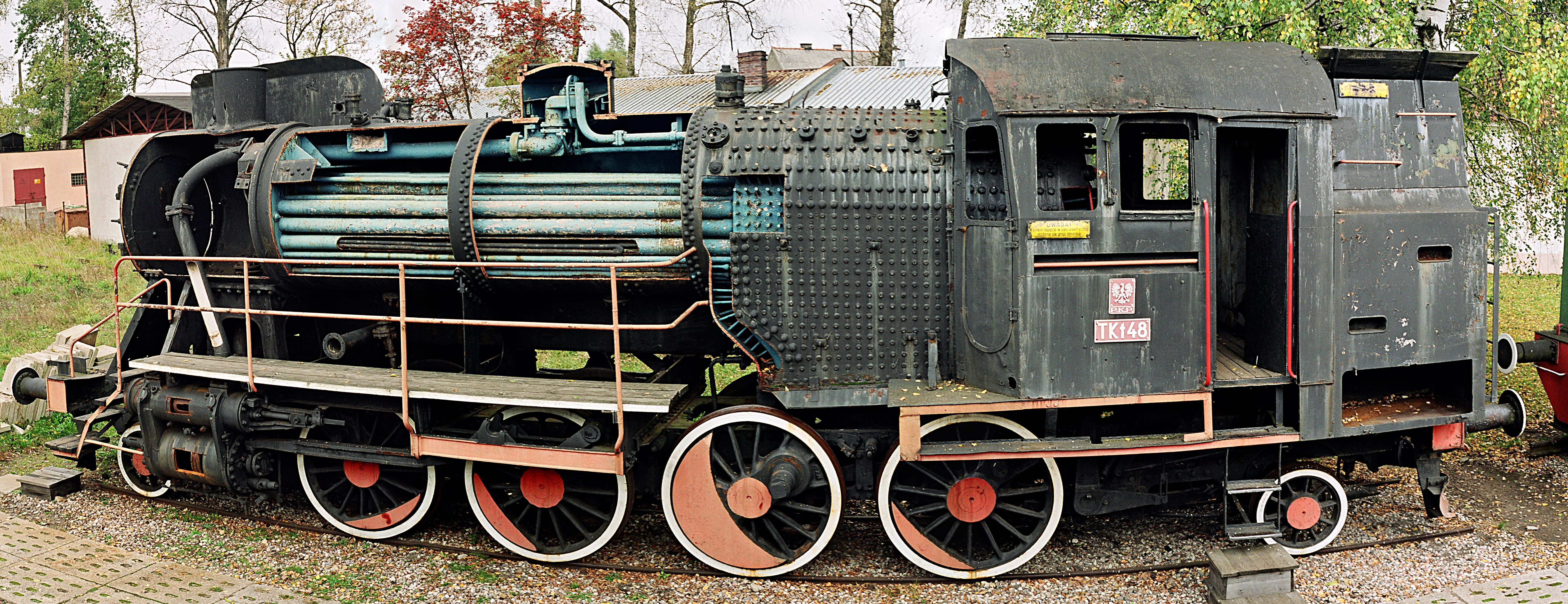
Panorama częściowa wykonana z zeskanowanych zdjęć analogowych, odwzorowanie równoodległościowe.

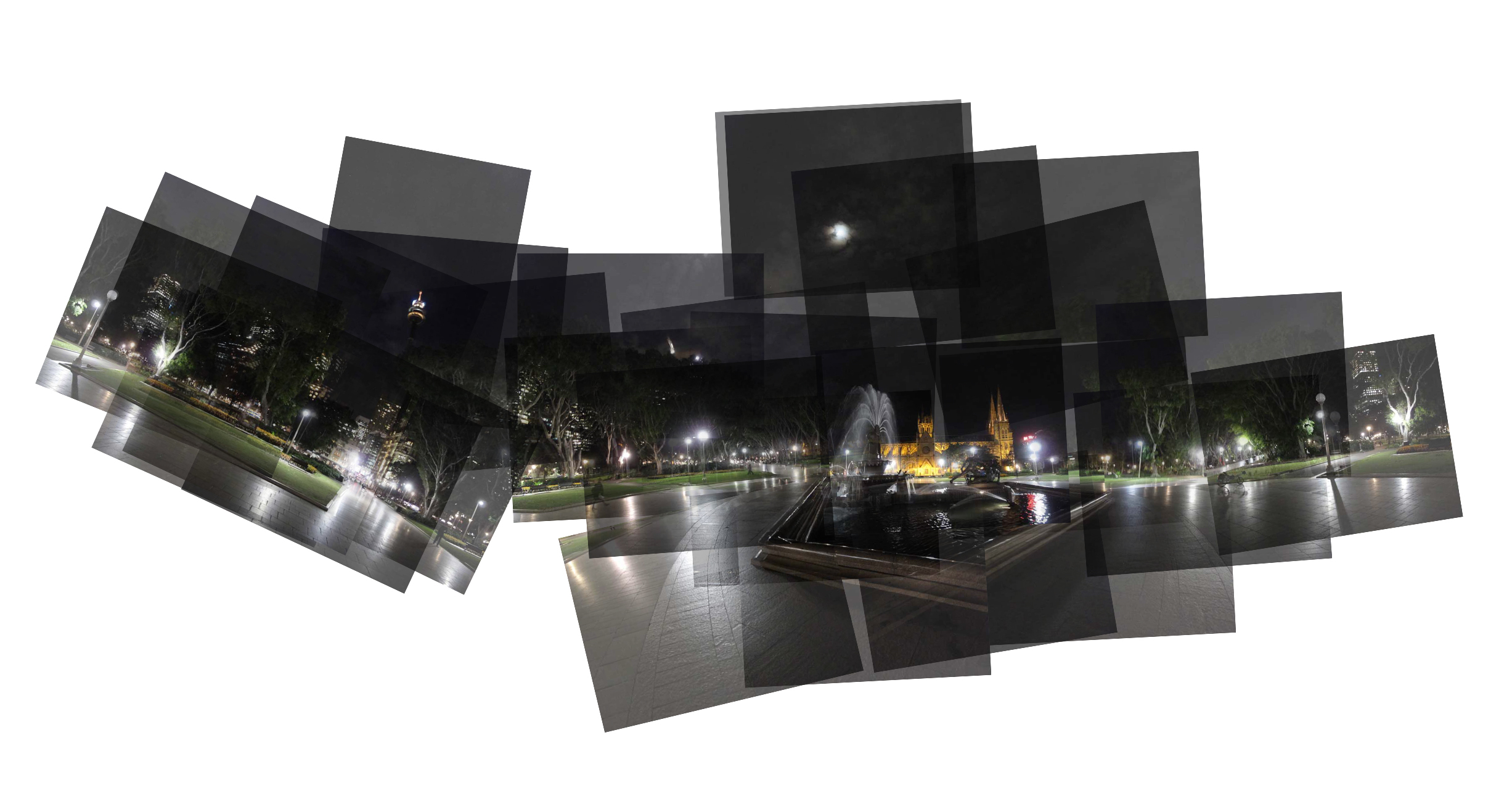
Panografia.

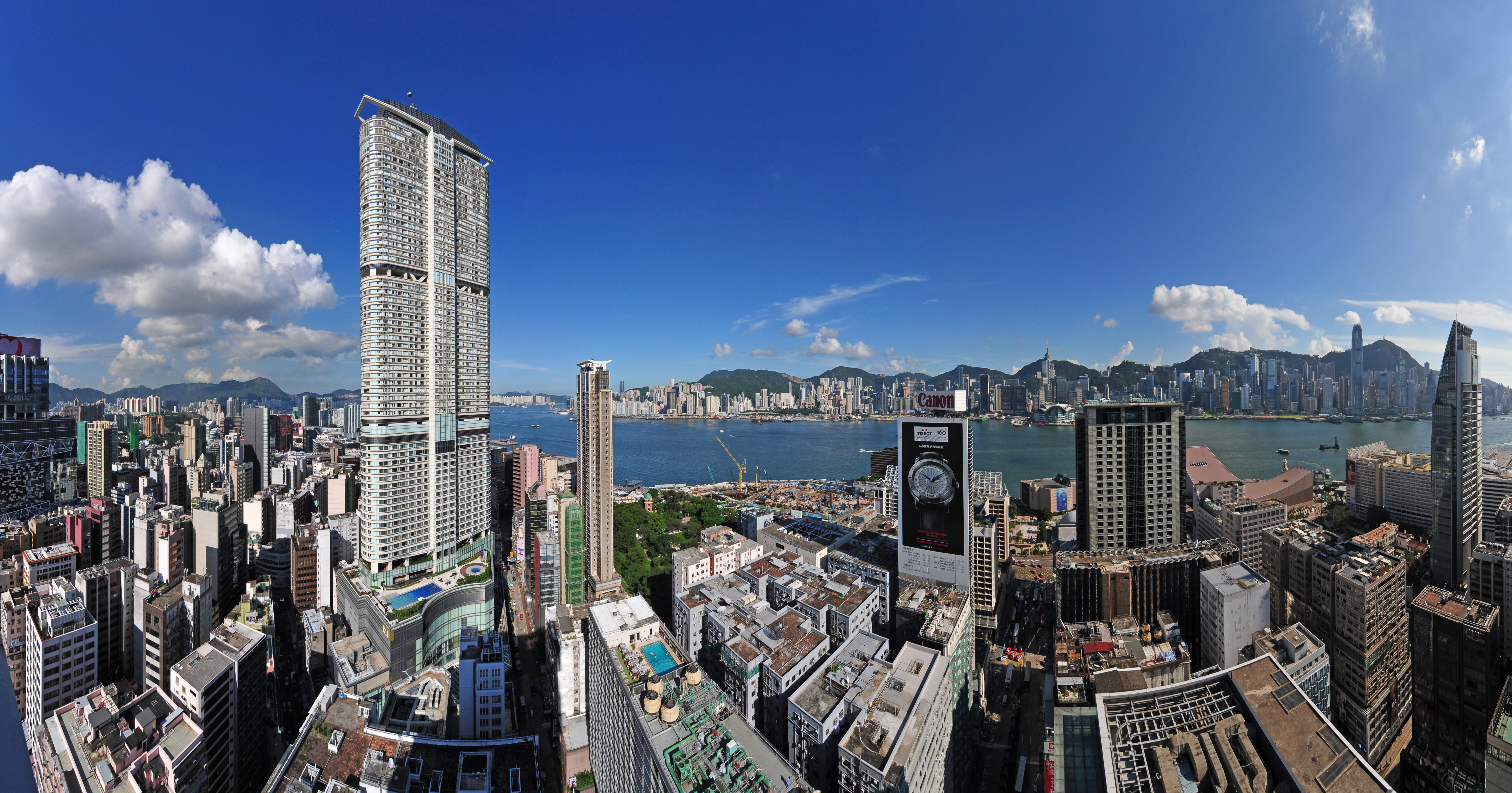
270° Hongkong

## Podział ze względu na

### Kadrowanie[2]
- pozioma
- pionowa
- kołowa
- panografia

### Kąt widzenia
- sferyczna
- dookólna
- częściowa

### Odwzorowanie
- równoodległościowe
- walcowe
- stereograficzne (mała planeta)
- sześcienne (krzyż)
- z korekcją perspektywy zdjęć składowych

### Przemieszczanie aparatu
- obrotowa
- liniowa

### Ułożenie zdjęć składowych
- wierszowa
- mozaikowa

### Wykonanie[3]
- kadrowanie zdjęcia
- składanie zdjęć
- kula lustrzana[4]
- obiektyw albo nasadka panoramiczna
- aparat panoramiczny np. rosyjski Horizon 202
- obiektyw rybie oko o  kącie widzenia nie mniejszym od 180°, przeważnie skierowany w zenit (panorama skydome)

## Pomoce

### Narzędzia
- statyw z głowicą panoramiczną
- obiektyw z wyznaczoną źrenicą wejściową

### Programy do panoram
- Hugin
- Panorama Tools
- Panorama Factory